# Козаруша
Козаруша је насељено мјесто у граду Приједор, Република Српска, БиХ. Према попису становништва из 1991. у насељу је живјело 3.376 становника.

## Становништво
| Националност       | 1991.          | 1981.          | 1971.          |
| Муслимани          | 2.853 (84,50%) | 2.589 (86,47%) | 2.330 (91,87%) |
| Срби               | 264 (7,81%)    | 89 (2,97%)     | 77 (3,03%)     |
| Хрвати             | 20 (0,59%)     | 26 (0,86%)     | 15 (0,59%)     |
| Југословени        | 63 (1,86%)     | 173 (5,77%)    | 10 (0,39%)     |
| остали и непознато | 176 (5,21%)    | 117 (3,90%)    | 104 (4,10%)    |
| Укупно             | 3.376          | 2.994          | 2.536          |

1. ↑  Муслимани се данас изјашњавају као Бошњаци.